# 大原浩司
大原 浩司（おおはら ひろし、1980年3月4日 - ）は、地方競馬の笠松・森山英雄（2020年12月13日 - ）厩舎所属の騎手。笠松競馬の騎手会長を務める。

## 来歴
2001年9月29日付けで山中輝久厩舎所属として地方競馬騎手免許を取得。同年10月16日第12回笠松競馬3日目第6競走サラ系B11組一般戦スティートハンサムで初騎乗（10頭立て4番人気3着）。同年11月12日第13回笠松競馬6日目第8競走サラ系C4組一般戦をマルカタンゴで優勝（10頭立て7番人気）し、初勝利。
2004年6月6日第2回中京競馬6日目第7競走3歳500万下でボリュームアップに騎乗（18頭立て18番人気15着）し、中央競馬初騎乗。
2019年4月1日法理勝弘厩舎へ所属変更した。
2020年12月12日に法理が逝去したことに伴い、翌13日付で暫定的に森山英雄厩舎所属となった。
2022年４月２８日の第２回笠松競馬２日目、オグリキャップ記念後の最終12Ｒで行われたのが「小栗孝一メモリアル」において「インシュラー号」（森山英雄 厩舎）で勝利し、地方競馬通算４００勝を達成した。

## 競走戦績
大原浩司騎手の競走戦績は下記のとおり。
初騎乗 　2001 笠松 スティートハンサム
初勝利 　2001 笠松 マルカタンゴ (9戦目)
100勝 　2010 笠松 ケイアイアスノカミ (3,956戦目)
400勝　　2022 笠松 インシュラー（小栗孝一メモリアル）

## 主な騎乗馬
- タッチデュール（2011年ジュニアクラウン、プリンセス特別）[7]
- ウインハピネス（2021年東海ゴールドカップ）[8]
- インシュラー　（2022年 小栗孝一メモリアル）[9]
- エイシンウパシ(2023年 ウマ娘 シンデレラグレイ賞)[10]

## 発言
オグリキャップ記念後の最終12Ｒで行われたのが「小栗孝一メモリアル」において「インシュラー号」（森山英雄 きゅう舎）で勝利し、地方競馬通算４００勝を達成した際には、「この開催が始まる時にはあと3勝で400勝になることが頭にありましたが、一生懸命レースに臨んでいるうちに気にしなくなっていました。なので、400勝を達成して戻ってきたときに「おめでとう！」と声をかけていただいても、何のことか分からなかったです(笑) 300勝から400勝まで、自分としてはあっという間でした。これからも頑張ります。」と述べた。
第２回ウマ娘 シンデレラグレイ賞においてエイシンウパシ(笹野博司厩舎所属）と優勝したことに関して、「やっぱりお客さんは多い方がいいですね。拍手は聞こえました。馬もいつもと感じが違っていて、やっぱり入れ込んでいましたね。すごい人だったんで、これだけ入ってくれると気分がいいです」と述べ、「ありがとうございます。いいですね、こういう盛り上がるレースは。これまでとは違う世代の人も見に来ているんで。それで競馬に興味を持ってもらえると一番いいです」と感謝の言葉を残した。